# Liste der Monuments historiques in Cheminot
Die Liste der Monuments historiques in Cheminot führt die Monuments historiques in der französischen Gemeinde Cheminot auf.

## Liste der Bauwerke
| Bezeichnung       | Beschreibung            | Standort                   | Kennzeichnung | Schutzstatus | Datum | Bild           |
| ----------------- | ----------------------- | -------------------------- | ------------- | ------------ | ----- | -------------- |
| Wohnhaus          | aus dem 16. Jahrhundert | 3 rue Saint-Maurice (Lage) | PA00106746    | Inscrit      | 1946  |                |
| Kirche St-Maurice | aus dem 13. Jahrhundert | Rue Principale (Lage)      | PA00106745    | Classé       | 1988  | weitere Bilder |